# Grauer Schimme
Grauer Schimme (Grauer Schimmel i Graue Gimme) – szczyt w grupie Granatspitzgruppe, w Wysokich Taurach we Wschodnich Alpach. Leży w Austrii, w Tyrolu Wschodnim. W pobliżu znajdują się między innymi Muntanitz i Luckenkogel.
Pierwszego wejścia, 29 czerwca 1927, dokonali R. Gerin, G. Hecht, R. Szalay.